# Melavöllur
Il Melavöllur è stato il primo stadio di Reykjavík utilizzato per le gare calcistiche del campionato di calcio islandese.

## Storia
L'impianto fu inaugurato il 17 giugno 1911, centenario della nascita di Jón Sigurðsson.
Fu l'unico stadio in cui si disputarono gli incontri del campionato tra il 1912 e il 1958  diventando successivamente lo stadio del Knattspyrnufélag Reykjavíkur fino al 1984, quando fu dismesso.
Dal 1960 al 1973 fu disputata la finale della coppa d'Islanda.